# Śmietnik
Śmietnik (ok. 465 m) – niewielkie, skaliste wzniesienie w miejscowości Smoleń w województwie śląskim, w powiecie zawierciańskim, w gminie Pilica. Znajduje się wśród pól uprawnych, w lewych zboczach Doliny Wodącej, w odległości około 280 m na zachód od drogi wojewódzkiej nr 794. Pod względem geograficznym jest to obszar Wyżyny Częstochowskiej.
Jest to wzniesienie o dwóch podobnej wysokości wierzchołkach, ułożonych w przybliżeniu równolegle do drogi wojewódzkiej nr 794. Znajdują się w odległości 180–240 m od tej drogi, po jej południowej stronie. Na wzniesieniu rośnie kilka kęp drzew i zarośli, znajduje się kilka wapiennych skał oraz schron jaskiniowy Śmietnik. Od niego pochodzi nazwa skał.